# Rezerwa

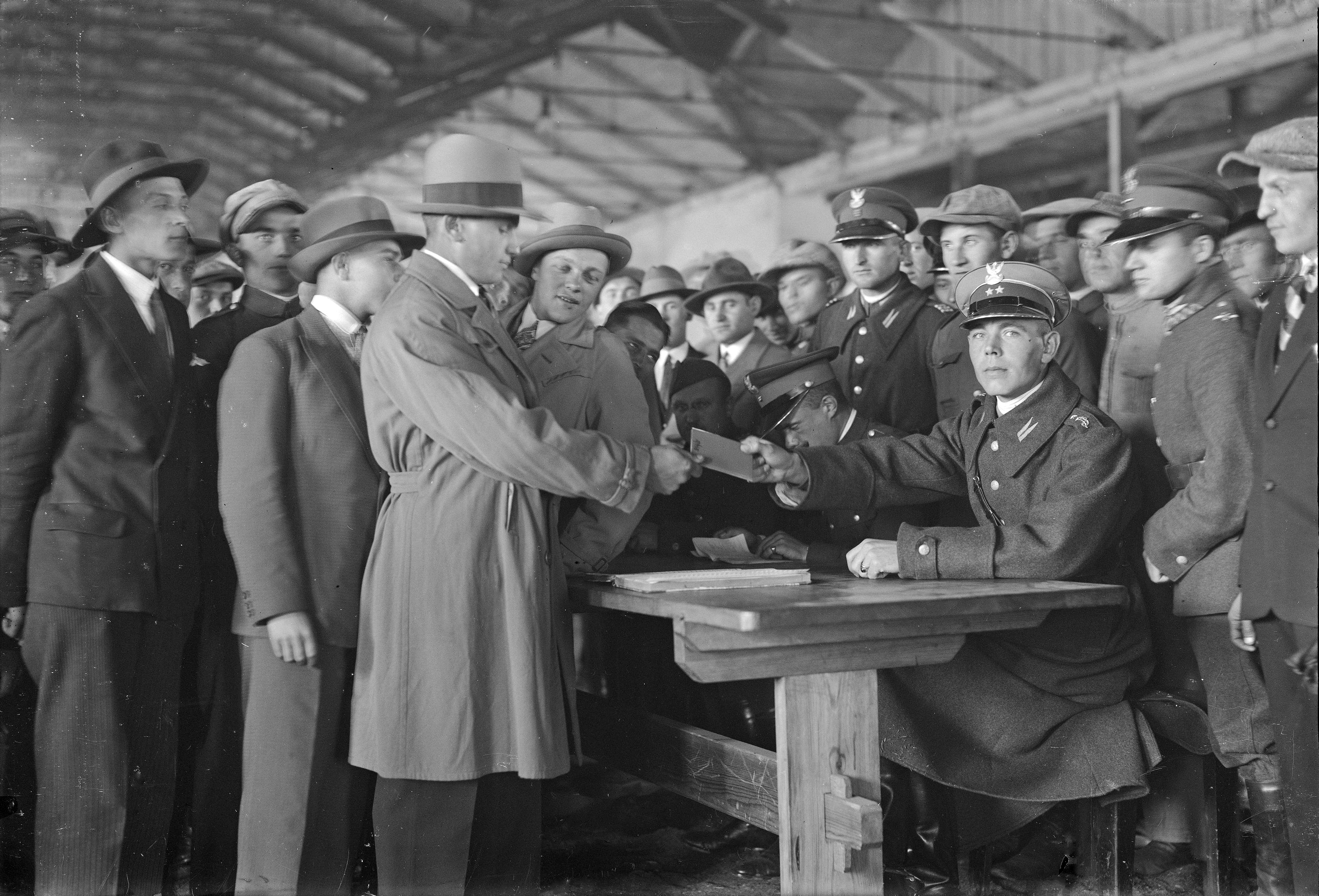
Rezerwiści z rocznika 1908 zwalniani ze służby czynnej Wojska Polskiego (1931 r.)

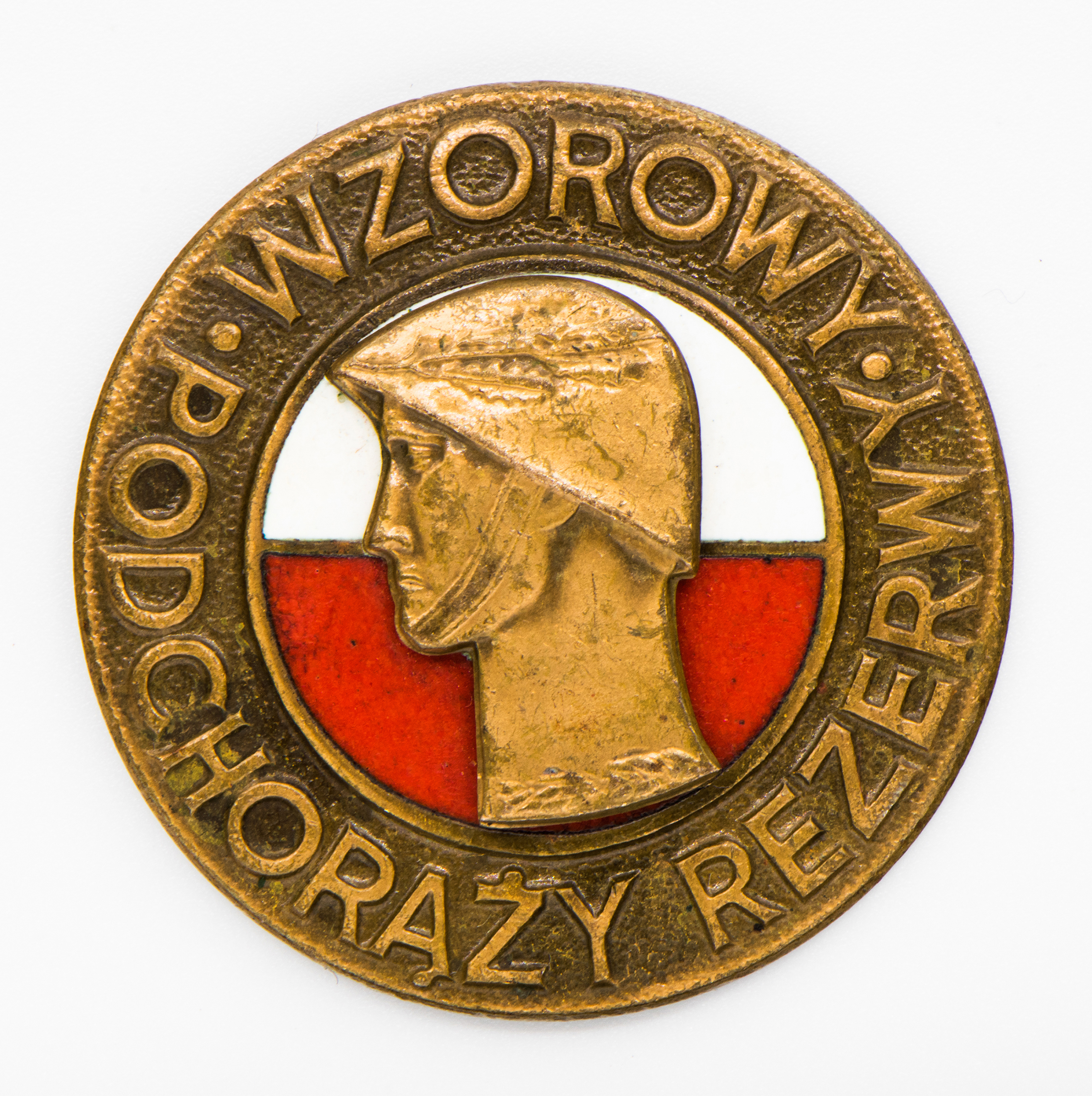
Odznaka Wzorowy Podchorąży Rezerwy

Rezerwa (żołnierze rezerwy, pot. rezerwiści) – ogół osób stanowiących bazę uzupełnień dla sił zbrojnych na wypadek ogłoszenia mobilizacji, stanu wojny lub bezpośredniego zagrożenia bezpieczeństwa państwa. 
Rezerwę mogą stanowić zarówno żołnierze zwolnieni z pełnienia służby wojskowej, jak i osoby które służby tej nie odbywały, ale nadal podlegają takiemu obowiązkowi (zwłaszcza posiadające przydatne w wojsku kwalifikacje lub wykształcenie). W Polsce zasoby rezerwy są administrowane przez wojskowe centra rekrutacji, mogące powoływać rezerwistów na jednodniowe lub krótkotrwałe ćwiczenia żołnierzy rezerwy.
W szerszym znaczeniu mianem rezerwy określa się również nowe oddziały wojskowe mobilizowane na wypadek wojny, zapasy materiałów i środków gromadzonych na czas wojny, a także odwody.

## Podstawowy podział
- kadra rezerwy (oficerowie i podoficerowie rezerwy);
- szeregowi rezerwy.

## Podział ze względu na przeznaczenie
Siły Zbrojne Rzeczypospolitej Polskiej rezerwę ze względu na jej przeznaczenie dzielą na następujące kategorie:
- rezerwa czynna – żołnierze rezerwy odpowiednio wyszkoleni i w odpowiednim wieku, posiadający przydziały mobilizacyjne do jednostek wojskowych,
- rezerwa bierna – żołnierze rezerwy odpowiednio wyszkoleni i w odpowiednim wieku, ale nieposiadający w danej chwili przydziałów mobilizacyjnych,
- rezerwa nieefektywna – żołnierze rezerwy, którzy ze względu na wiek, stan zdrowia, brak wyszkolenia lub z innych przyczyn nie zostali zakwalifikowani do pozostałych grup rezerw osobowych i mogą być wykorzystani po przeszkoleniu tylko na uzupełnienie wojenne.